# Japanese Boy
Japanese Boy es el primer sencillo de estilo disco, de la cantante escocesa Aneka, publicado en mayo de 1981 por el sello discográfico Hansa Records.
El sencillo, en el primer y único álbum de la cantante, Japanese Boy, fue un éxito en toda Europa, alcanzando los primeros puestos de las listas de éxitos en el Reino Unido, Irlanda, Suecia, Italia, Austria y Suiza, la venta de un total de alrededor de cinco millones de copias.
La canción, escrita y producida por Bobbie Heatlie lo mismo con Neil Ross, demostró ser el único éxito importante de la cantante, quien no pudo repetir los resultados de este sencillo llegar a los puestos de menor rango en los años siguientes, finalmente, desapareciendo de la escena la música en 1985. La canción, por estas razones, se considera un one-hit wonder.
En algunos países de Sudamérica llegó una versión alternativa interpretada por "Zaky Oshiro", cantante que a ciencia cierta no se sabe si existió, muchos consideraron esta versión como la original desconociendo la de Aneka.

## Covers
2004: S.H.E (banda taiwanesa)
2007: Shanadoo (banda japonesa, del álbum Encore)
2008: Smile.dk (banda sueca)
2009: Sahara Hotnights